# 적정 (불교)
적정(寂靜)의 문자 그대로의 뜻은 고요함인데 불교에서는 다음과 같은 뜻이 있다.
- 적정(寂靜)은 마음(6식 또는 8식, 즉 심왕, 즉 심법)에 번뇌가 없고, 몸에 괴로움이 없는 편안한 상태를 말한다.[1]
- 적정(寂靜)은 모든 번뇌를 남김없이 소멸하여 평온하게 된 열반(涅槃) 또는 해탈(解脫)의 상태를 말한다.[2][3] 이를 열반적정(涅槃寂靜)이라고도 한다.
- 적정(寂靜)은 색계의 제4정려를 통해 증득된 적정부동(寂靜不動) 즉 부동무위(不動無爲)를 말한다.
- 적정(寂靜)은 무색계의 비상비비상처지에서 멸진정 통해 증득된 적정의 상태 즉 상수멸무위(想受滅無爲)를 말한다.
- 적정(寂靜)은 마음(6식 또는 8식, 즉 심왕, 즉 심법)을 한곳에 집중하여 산란을 멈추고 평온하게 된 상태를 말한다.[1]
- 적정(寂靜)은 행사(行捨), 즉 사(捨)의 마음작용이 일으키는 결과물로서의 '마음(6식 또는 8식, 즉 심왕, 즉 심법)의 고요함'을 말한다. 다른 말로는, 정주(靜住: 고요히 머무는 것)라고도 한다. 적정(寂靜) 또는 정주(靜住)의 상태에 대해 '마음(6식 또는 8식, 즉 심왕, 즉 심법)이 잡염(雜染: 근본번뇌와 수번뇌, 즉 모든 번뇌)에 머무는 상태' 또는 '잡염이 마음에 머무는 상태',  즉 마음과 잡염이 상응한 상태를 잡염주(雜染住)라고 한다. 즉, 마음이 고요[寂靜]하지 않은 상태란 마음과 잡염이 상응한 상태를 말한다.[4][5][6][7][8]

## 적정 (열반)
적정(寂靜)은 모든 번뇌를 남김없이 소멸하여 평온하게 된 열반(涅槃) 또는 해탈(解脫)의 상태를 가리키는 말이기도 하다. 이를 열반적정(涅槃寂靜)이라고도 한다.
탐(貪, 탐욕) · 진(瞋, 노여움) · 치(痴, 어리석음)의 3독(三毒) 또는 3불선근(三不善根)은 모든 불선 또는 번뇌의 뿌리이므로, 3불선근이 모든 번뇌의 근본이라는 뜻에서, 모든 번뇌를 남김없이 소멸시켰다는 것은 탐 · 진 · 치를 완전히 소멸시켰다는 것과 같은 표현인 것으로 여겨지고 있다.
한편, 탐 · 진 · 치를 일부나마 소멸(消滅)시켰다는 것, 즉 번뇌를 일부나마 소멸시켰다는 것, 즉 번뇌를 일부나마 극복(克服)했다는 것은 끊음 또는 단멸(斷滅), 즉, '끊음으로써 소멸시킴'을 말하는 것으로, '해당 번뇌 자체를 죽였다, 해당 번뇌 자체를 파괴시켰다'는 뜻이 아니라 '해당 번뇌로부터 떠났다'는 뜻이다. 즉 멀리 떠남의 뜻인 원리(遠離)를 말한다.  즉 해당 번뇌와 더 이상 상응하지 않음을 말한다. 그리고, '모든 번뇌를 멀리 떠났다' 또는 '모든 번뇌를 끊었다'는 것은 마음(6식 또는 8식, 즉 심왕, 즉 심법)이 더 이상 그 어떤 번뇌와도 상응하지 않는 것을 말한다. 이것을 달리 말하여, 더 이상 마음(6식 또는 8식, 즉 심왕, 즉 심법)이 번뇌, 즉 탐 · 진 · 치의 놀이터[所依, 활동 공간, 의지처, playground]가 되지 않는 것이라고 표현하기도 한다.

## 적정 (사의 마음작용)
적정(寂靜)은 행사(行捨), 즉 사(捨)의 마음작용이 일으키는 결과물로서의 '마음(6식 또는 8식, 즉 심왕, 즉 심법)의 고요함'을 말한다. 다른 말로는, 정주(靜住: 고요히 머무는 것)라고도 한다. 대승불교의 유식유가행파와 법상종의 주요 논서들에 속하는 무착의 《대승아비달마집론》, 안혜의 《대승아비달마잡집론》, 세친의 《대승오온론》, 호법 등의 《성유식론》에 따르면, 적정(寂靜)에는 평등(平等) · 정직(正直) · 무공용주(無功用住)의 3단계가 있다.
평등(平等)은 적정(寂靜)의 제1단계[初位], 정직(正直)은 제2단계[中位], 무공용주(無功用住)는 제3단계[後位]이다. 《대승아비달마잡집론》에 따르면, 이와 같은 3단계의 차별이 있는 이유는 행사(行捨)의 마음작용이 마음(8식, 즉 심왕, 즉 심법)과 상응한 결과 마음(8식, 즉 심왕, 즉 심법)이 잡염(雜染: 근본번뇌와 수번뇌, 즉 모든 번뇌)에 침몰(沈沒)된 상태를 떠난 정도에 있어서 차별이 있기 때문이다.
한편, 《성유식론》에 따르면, 불방일(不放逸, 손 놓지 않음, 성실)의 마음작용과 상응하여 잡염(雜染)을 제거[除]한 후 다시 행사(行捨), 즉 사(捨)의 마음작용과 상응하여 적정(寂靜)에 머무르게 된다. 즉, 적정(寂靜)에 이르기 위한 사(捨)의 수행의 전 단계가 불방일(不放逸, 손 놓지 않음, 성실)을 통해 잡염(雜染)을 제거하는 것이다.

### 평등
《대승아비달마잡집론》에 따르면, 제1단계의 평등(平等: 차별이 없음, 모두가 동일함)을 증득한 상태가 되면, 마음(8식, 즉 심왕, 즉 심법)은 탄력을 받아 잡염(雜染: 근본번뇌와 수번뇌, 즉 모든 번뇌)에 침몰(沈沒)된 상태를 '멀리 떠나는 것[遠離]'을 '더욱 힘써 하게[加行]' 된다. 그리고 이렇게 하여 형성된 '멀리 떠남[遠離]'의 힘이 자연히 마음(8식, 즉 심왕, 즉 심법)에 상속(相續)된다.

### 정직
《대승아비달마잡집론》에 따르면, 제2단계의 정직(正直: 바르고 곧음)을 증득한 상태가 되면, 마음(8식, 즉 심왕, 즉 심법)은 모든 잡염(雜染: 근본번뇌와 수번뇌, 즉 모든 번뇌)에 대해 '두려워 하는 마음[怯慮]'을 가지지 않게 된다.

### 무공용주
《대승아비달마잡집론》에 따르면, 마지막, 제3단계의 무공용주(無功用住: 무공용으로도 머뭄)를 증득한 상태가 되면, 무공용(無功用)에도 불구하고, 즉 공용(功用)이 없음에도, 즉 공(功)을 쌓음[用]이 없음에도, 즉 힘써 노력함[功用]이 없음에도 마음(8식, 즉 심왕, 즉 심법)은 언제나 자연히 사(捨)의 상태, 즉 정주(靜住: 고요히 머무는 것), 즉 적정(寂靜: 고요함)에 머물게 된다.
사(捨)의 마음작용에 상응함으로써 마음(8식, 즉 심왕, 즉 심법)이 가지게 되는 상태인 정주(靜住: 고요히 머무는 것) 또는 적정(寂靜: 고요함)은 잡염주(雜染住), 즉 '마음(8식, 즉 심왕, 즉 심법)이 잡염(雜染)에 머무는 상태'와는 상반[相違, 相反]되는 것이다. 즉 사(捨)의 상태, 정주(靜住: 고요히 머무는 것), 또는 적정(寂靜: 고요함)은 마음(8식, 즉 심왕, 즉 심법)이 잡염(雜染: 근본번뇌와 수번뇌, 즉 모든 번뇌)의 의지처[所依, 활동 공간, 놀이터, playground]가 되는 것을 허용하지 않는 상태이다.

## 참고 문헌
- 곽철환 (2003). 《시공 불교사전》. 시공사 / 네이버 지식백과. |title=에 외부 링크가 있음 (도움말)
- 권오민 (2003). 《아비달마불교》. 민족사.
- 운허.  동국역경원 편집, 편집. 《불교 사전》. |title=에 외부 링크가 있음 (도움말)
- 호법 등 지음, 현장 한역, 김묘주 번역 (K.614, T.1585). 《성유식론》. 한글대장경 검색시스템 - 전자불전연구소 / 동국역경원. K.614(17-510), T.1585(31-1). |title=에 외부 링크가 있음 (도움말)
- 황욱 (1999). 《무착[Asaṅga]의 유식학설 연구》. 동국대학원 불교학과 박사학위논문.
- (중국어) 무착 조, 현장 한역 (T.1605). 《대승아비달마집론(大乘阿毘達磨集論)》. 대정신수대장경. T31, No. 1605, CBETA. |title=에 외부 링크가 있음 (도움말)
- (중국어) 星雲. 《佛光大辭典(불광대사전)》 3판. |title=에 외부 링크가 있음 (도움말)
- (중국어) 세친 조, 현장 한역 (T.1612). 《대승오온론(大乘五蘊論)》. 대정신수대장경. T31, No. 1612, CBETA. |title=에 외부 링크가 있음 (도움말)
- (중국어) 안혜 조, 현장 한역 (T.1606). 《대승아비달마잡집론(大乘阿毘達磨雜集論)》. 대정신수대장경. T31, No. 1606, CBETA. |title=에 외부 링크가 있음 (도움말)
- (중국어) 호법 등 지음, 현장 한역 (T.1585). 《성유식론(成唯識論)》. 대정신수대장경. T31, No. 1585, CBETA. |title=에 외부 링크가 있음 (도움말)